# Маданья, Панаше
Панаше Маданья (англ. Panashe Madanha; род. 5 августа 2004) — австралийский футболист зимбабвийского происхождения, нападающий клуба «Аделаида Юнайтед».

## Клубная карьера
Маданья — воспитанник клубов «Аделаида Олимпик», «Белград», СА НТС и «Аделаида Юнайтед». 30 июля 2022 года в поединке Кубка Австралии против «Ньюкасл Юнайтед Джетс» игрок дебютировал за основной состав последних. 27 декабря в матче против «Ньюкасл Юнайтед Джетс» он дебютировал в A-Лиге.

## Международная карьера
В 2023 году в составе молодёжной сборной Австралии Маданья принял участие в молодёжном Кубке Азии в Узбекистане. На турнире он сыграл в матчах против команд Вьетнама, Ирана, Катара и Узбекистана. 